# Stylophora pistillata
Stylophora pistillata е вид корал от семейство Pocilloporidae. Видът е почти застрашен от изчезване.

## Разпространение
Разпространен е в Австралия, Американска Самоа, Бахрейн, Британска индоокеанска територия, Вануату, Виетнам, Гуам, Джибути, Египет, Еритрея, Йемен, Израел, Индия, Индонезия, Йордания, Ирак, Иран, Камбоджа, Катар, Кения, Кирибати, Коморски острови, Кувейт, Мавриций, Мадагаскар, Майот, Малайзия, Малдиви, Малки далечни острови на САЩ, Маршалови острови, Мианмар, Микронезия, Мозамбик, Науру, Ниуе, Нова Каледония, Обединени арабски емирства, Оман, Остров Норфолк, Острови Кук, Палау, Папуа Нова Гвинея, Провинции в КНР, Реюнион, Самоа, Саудитска Арабия, Северни Мариански острови, Сейшели, Сингапур, Соломонови острови, Сомалия, Судан, Тайван, Тайланд, Танзания, Токелау, Тонга, Тувалу, Уолис и Футуна, Фиджи, Филипини, Френска Полинезия, Шри Ланка и Япония.